# Brahamanavadainduvalli, Sorab
Brahamanavadainduvalli là một làng thuộc tehsil Sorab, huyện Shimoga, bang Karnataka, Ấn Độ.